# Nicky Morgan
Pour les articles homonymes, voir Morgan.
Nicola Ann Morgan, dite Nicky Morgan, née Griffith le 1er octobre 1972 à Kingston upon Thames, est une femme politique et femme d'affaires britannique. 
Membre du Parti conservateur, elle est secrétaire d'État au Numérique, à la Culture, aux Médias et au Sport du 24 juillet 2019 au 13 février 2020, sous Boris Johnson. Elle est auparavant secrétaire d'État à l'Éducation du 15 juillet 2014 au 13 juillet 2016 sous David Cameron.

## Biographie
Elle est députée conservatrice de la circonscription de Loughborough de 2010 à 2019 et secrétaire d'État à l'Éducation ainsi que ministre des Femmes et des Égalités de 2014 à 2016. 
En 2019, elle devient Secrétaire d'État au Numérique, à la Culture, aux Médias et au Sport dans le gouvernement Johnson.
En 2020, elle est anoblie, ce qui lui permet de rester ministre en tant que membre de la Chambre des Lords.
Parallèlement à ses activités politiques, Nicky Morgan siège au conseil d'administration de la banque Santander et exerce en tant que consultante du cabinet d'avocats d'affaires Travers Smith et de la société de lobbying et de relations publiques Grayling. Elle devient en novembre 2021 présidente de l'Association des assureurs britanniques.